# Matteo Mulas
Matteo Mulas, né le 16 mars 1992 à Terni, est un rameur italien.

Il devient champion d’Europe à Glasgow en 2018 